# Cantonul Saint-Macaire
Cantonul Saint-Macaire este un canton din arondismentul Langon, departamentul Gironde, regiunea Aquitania, Franța.

## Comune
- Caudrot
- Le Pian-sur-Garonne
- Saint-André-du-Bois
- Sainte-Foy-la-Longue
- Saint-Germain-de-Grave
- Saint-Laurent-du-Bois
- Saint-Laurent-du-Plan
- Saint-Macaire (reședință)
- Saint-Maixant
- Saint-Martial
- Saint-Martin-de-Sescas
- Saint-Pierre-d'Aurillac
- Semens
- Verdelais